# Shepherd Leffler
Shepherd Leffler, född 24 april 1811 i Washington County, Pennsylvania, död 7 september 1879 i Des Moines County, Iowa, var en amerikansk demokratisk politiker. Han var ledamot av USA:s representanthus 1846-1851.
Leffler avlade sin grundexamen vid Washington College och studerade sedan juridik vid Jefferson College (Washington College och Jefferson College slogs 1865 ihop till Washington & Jefferson College).
När Iowa 1846 blev delstat, valdes Leffler och Serranus Clinton Hastings till de två första kongressledamöterna. De två första senatorerna för Iowa, Augustus C. Dodge och George W. Jones, tillträdde först två år senare.
Leffler förlorade guvernörsvalet i Iowa 1875 mot tidigare guvernören Samuel J. Kirkwood.
Lefflers grav finns på Aspen Grove Cemetery i Burlington, Iowa.